# Acido lignocerico
L'acido lignocerico (o acido tetracosanoico) è un acido carbossilico saturo a 24 atomi di carbonio.
Si può trovare nel catrame di legna, in vari cerebrosidi ed in alcuni oli vegetali, con concentrazioni anche superiori al 10% negli oli di Pentaclethra macrophylla e Pentaclethra macroloba.